# Aletta Haniel
Aletta Haniel, wcześniej Aletta Noot (ur. 12 marca 1742 w Orsoy, zm. 11 maja 1815 w dzielnicy Ruhrort, dzisiaj Duisburg) – niemiecka przedsiębiorczyni, matka Franza Haniela. 

## Życiorys
Aletta Haniel była córką inspektora celnego, Jana Willema Noota i  Cathariny Noot, z domu Erckenswick. Miała ośmioro rodzeństwa. Kiedy miała dwa lata, jej rodzina przeprowadziła się do dzielnicy – Ruhrort. Tutaj Aletta wychowywała się. Później spędziła dwa lata w holenderskim pensjonacie, gdzie uczyła się języka francuskiego.
17 listopada 1761 Noot wyszła za mąż, za niemieckiego kupca, Jacoba Wilhelma Haniela. Małżeństwo Haniel miało jedenaścioro dzieci, jednak tylko czworo z nich przeżyło. Haniel jedenaście lat mieszkała ze swoją rodziną w Duisburgu, z którą w 1772 przeprowadziła się do dzielnicy – Ruhrort, gdzie jej mąż – Jacob Haniel przejął dom (dzisiaj znajduje się tam Muzeum Haniel) swojego teścia. 

### Rodzinny biznes

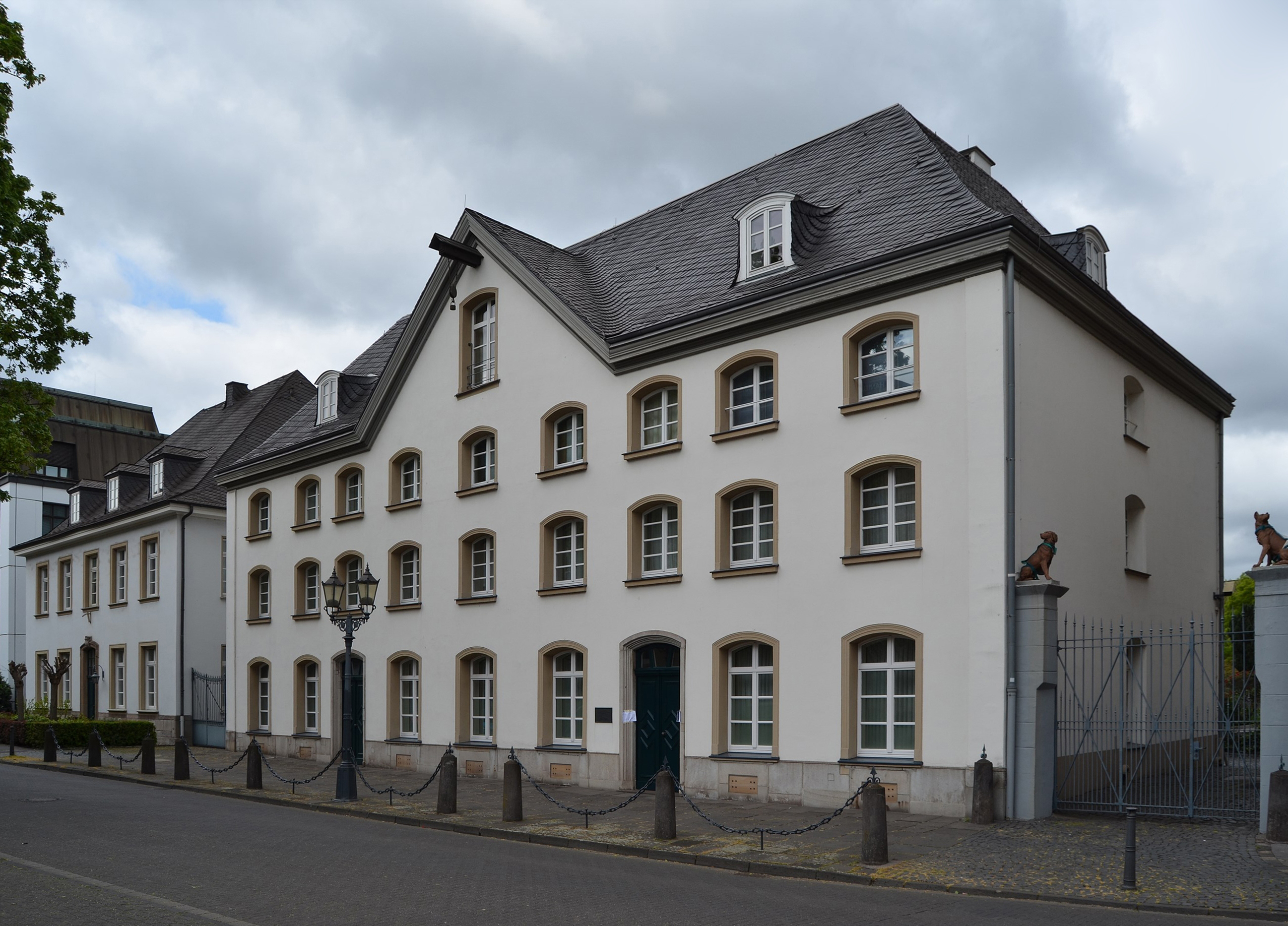
Budynek mieszkalny i handlowy rodziny Haniel na Ruhrorcie, zbudowany w 1756. Franz Haniel mieszkał tutaj w latach 1779–1868.

W 1756 Jan Willem Noot przebudował swoją posiadłość i prowadził tam działalność magazynową, prowadzoną dla regionalnych sklepów spożywczych.
W 1782 zmarł mąż Aletty, a ona sama postanowiła zająć się rodzinnym biznesem. Zajmowała się importem i eksportem. Prowadziła handel winem oraz ogólną spedycję i handel prowizjami pod nazwą J. W. Haniel seel. W interesach pomagał jej, jej młodszy brat, Samuel. Potem od 1790 jej syn, Wilhelm (1764–1819). Od 1796 synowie, Gerhard (1774–1834) i Franz (1779–1868).
W 1790 firma J. W. Haniel seel., która była reprezentowana przez Wilhelma Haniela, sprzedawała węgiel dla firmy J. G. Müser & Comp. Zadaniem firmy było wysyłanie węgla przez Ruhrę do Ruhrortu i wyładowywanie go przez Ren.
W 1792 Haniel przejęła spedycję wyrobów żelaznych z huty St. Antony, niedaleko Osterfeld (dziś miasto Oberhausen) na zlecenie domu handlowego w Rotterdamie.
W 1796 została partnerem w spółce handlu węglem J. G. Müser & Comp. Nadal była odpowiedzialna za sprzedaż węgla. Dzięki sprzedaży żelaza i węgla Aletta Haniel otworzyła nowe szlaki handlowe na zachód. Wyroby żelazne i coraz częściej węgiel sprzedawano głównie w Holandii. 
W 1800 Haniel odkupiła dom z wyposażeniem, gdzie znajdowała się również jej firma od swojego rodzeństwa. Od tej chwili była ona jedyną właścicielką posiadłości. Za wszystko zapłaciła 4500 talarów. W tym samym roku napisała do króla pruskiego, Fryderyka Wilhelma III (Regencja 1797–1840), przeciw oporowi dawnych sprzedawców węgla na Ruhrorcie, aby uzyskać miejsce do przechowywania swoich wyrobów żelaznych bezpośrednio w Zagłębiu Ruhry.
W 1802 uczyniła swoich synów, Gerharda i Franza partnerami w jej firmie.
W 1809 przekazała swoją firmę  J. W. Haniel seel. synom po dwudziestu siedmiu latach pracy jako bizneswoman.
Zmarła 11 maja 1815, w dzielnicy Ruhrort z osłabienia.

### Szkoła imienia Aletty Haniel

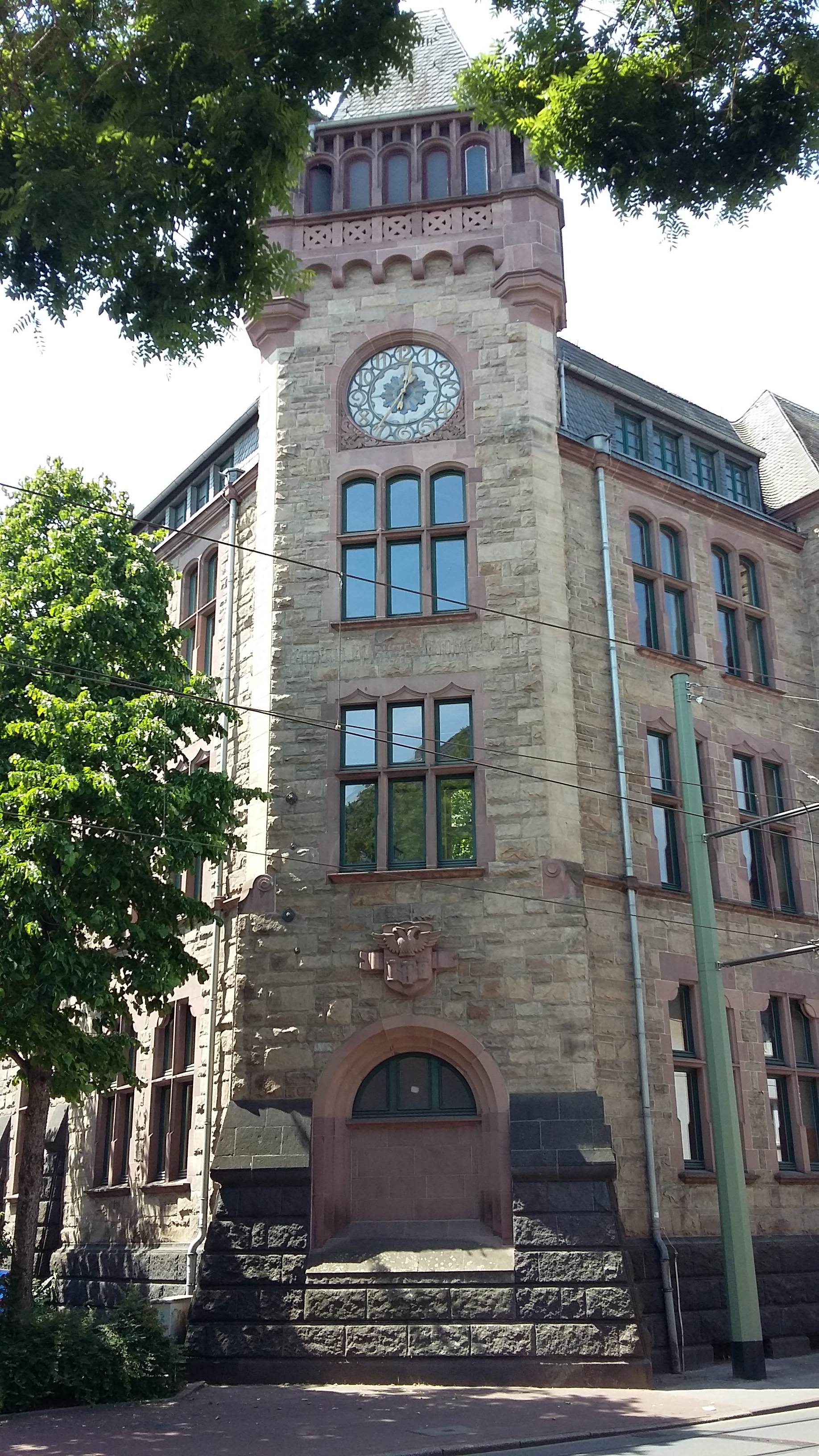
Aletta Haniel – szkoła ogólnokształcąca w Duisburgu (2020)

Kiedyś w budynku znajdowało się liceum, cesarzowej – Augusty Wiktorii. Później zmieniono nazwę na gimnazjum Käthe Kollwitz. Część dzisiejszego kompletnego budynku szkoły zbudowano w 1907 na rogu, na ulicy Karola – (niem. Karlstrasse) dla miejskiego liceum, dla dziewcząt. Radny do spraw budowy miasta – August Jording użył gotyckich form do stworzenia szkoły. Duży, trzypiętrowy budynek obłożony jest wytłoczonymi blokami piaskowca, a boki dziedzińca są otynkowane. Na rogu znajduje się wieża zegarowa. Główne wejście do tej wieży jest dzisiaj zamurowane. Obiekt budowano w latach 1905–1907.
Dzisiaj szkoła ogólnokształcąca w Duisburgu nosi imię Aletty Haniel. Wcześniej znajdowało się tam gimnazjum nazwane jej imieniem i nazwiskiem. Budynek jest wpisany do rejestru ochrony zabytków pod numerem 377.